# Agustín Stahl
Agustín Stahl, född 21 januari 1842 i Aguadilla, Puerto Rico, död 12 juli 1917 i Bayamón, var en puertoricansk läkare och forskare inom disciplinerna etnologi, botanik och zoologi. Han förespråkade Puerto Ricos självständighet från Spanien.
Auktorsnamnet A.Stahl kan användas för Agustín Stahl i samband med ett vetenskapligt namn inom botaniken; se Wikipediaartiklar som länkar till auktorsnamnet.